# Brachymenium andersonii
Brachymenium andersonii är en bladmossart som beskrevs av H. Crum 1971. Brachymenium andersonii ingår i släktet Brachymenium och familjen Bryaceae. Inga underarter finns listade i Catalogue of Life.